# R.S.Mangalam
R.S.Mangalam là một thị xã panchayat của quận Ramanathapuram thuộc bang Tamil Nadu, Ấn Độ.

## Nhân khẩu
Theo điều tra dân số năm 2001 của Ấn Độ, R.S.Mangalam có dân số 11.044 người. Phái nam chiếm 49% tổng số dân và phái nữ chiếm 51%. R.S.Mangalam có tỷ lệ 67% biết đọc biết viết, cao hơn tỷ lệ trung bình toàn quốc là 59,5%: tỷ lệ cho phái nam là 73%, và tỷ lệ cho phái nữ là 62%. Tại R.S.Mangalam, 12% dân số nhỏ hơn 6 tuổi.